# 无根萍
无根萍（Wolffia globosa），又名“大球藻”、“藻砂”、“芜萍”或“微萍”，屬於天南星科微萍属。無根萍生長于世界各地的池塘和水田，並可作用于餵鱼。
无根萍是世界上最小的种子植物。